# Liste des cours d'eau du Finistère
Pour un article plus général, voir Réseau hydrographique du Finistère.

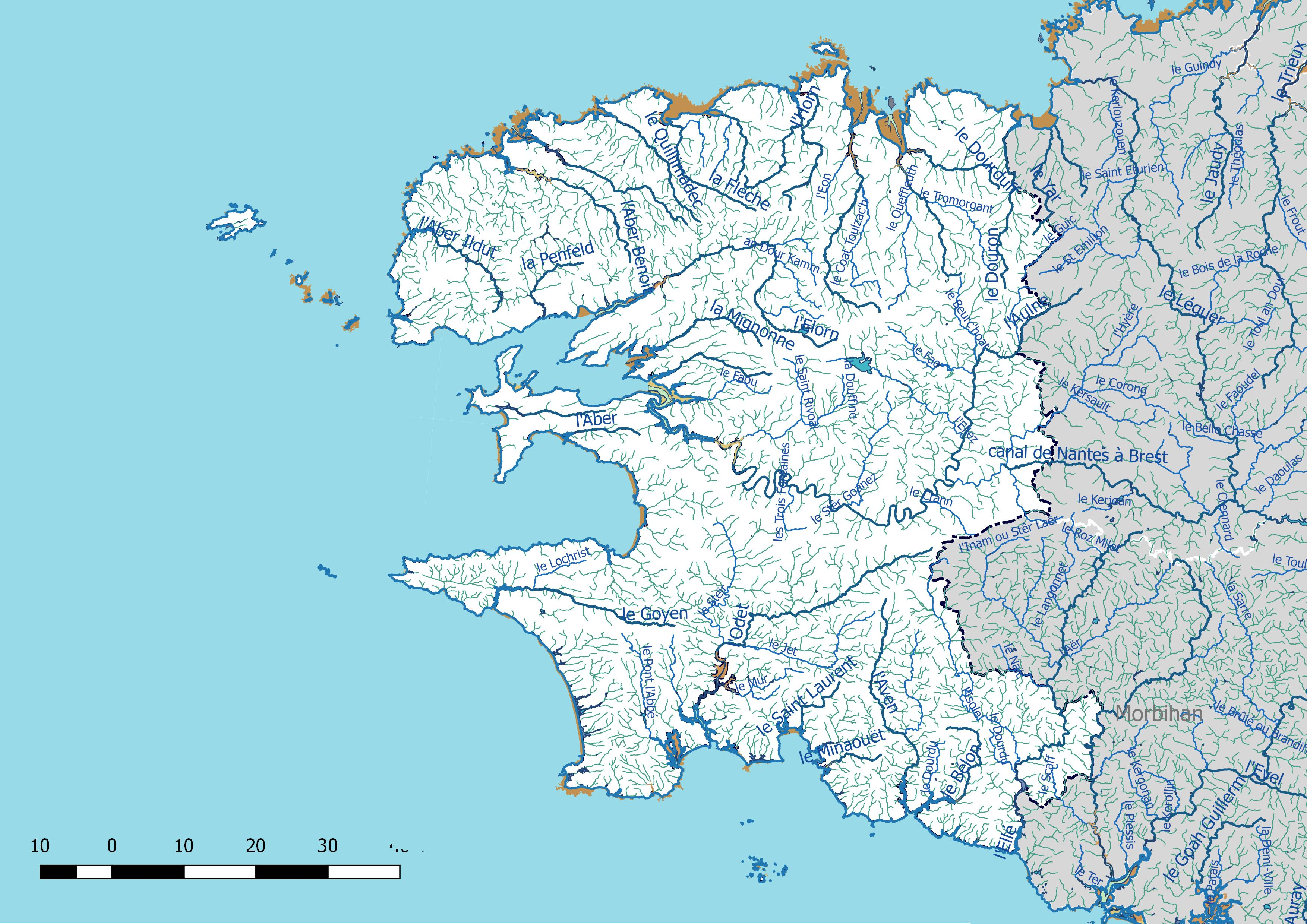
Réseau hydrographique du département du Finistère.

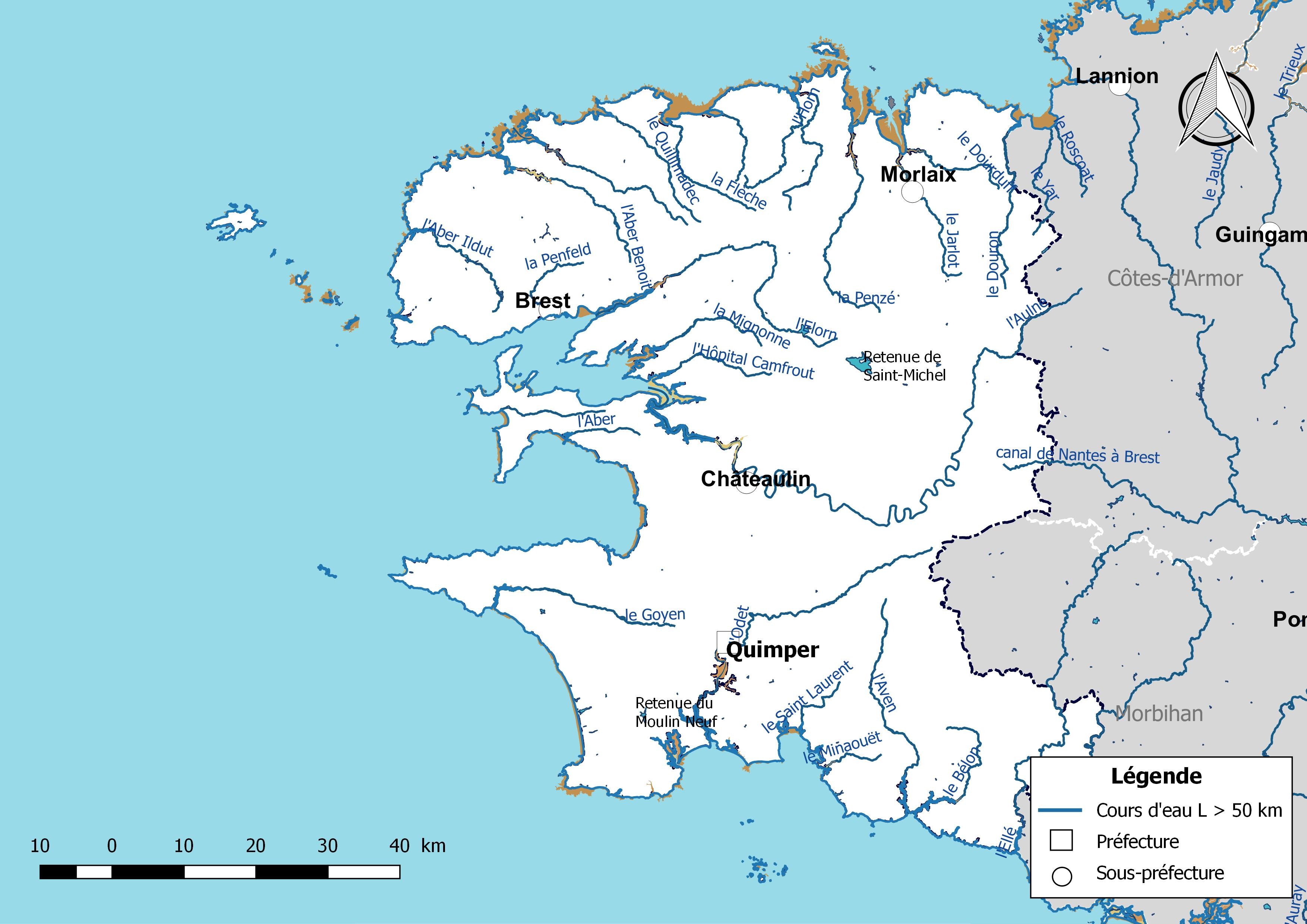
Carte des cours d'eau de longueur supérieure à 50 km drainant le département du Finistère.

La liste des cours d'eau du Finistère présente les principaux cours d'eau, de longueur supérieure à 10 km, traversant pour tout ou partie le territoire du département français du Finistère dans la région Bretagne.
Les cours d'eau sont ordonnés selon leur origine naturelle (fleuve, rivières ou ruisseaux) ou artificielle (canaux). Pour chacun d'entre eux sont précisés : sa classe, sa longueur totale, le cours d'eau dans lequel il se jette (confluence), le bassin collecteur auquel il appartient, le nombre de départements et de communes traversés et le nom des communes qu'il irrigue dans le département du Finistère.
Jusqu'en 2016, aucun texte législatif ne définissait la notion de cours d’eau. Ce n'est qu'avec la loi du 8 août 2016 pour la reconquête de la biodiversité, de la nature et des paysages que cette lacune est comblée. L'article 118 de cette loi insère un nouvel article L. 215-7-1 dans le code de l'environnement précisant que « constitue un cours d'eau un écoulement d'eaux courantes dans un lit naturel à l'origine, alimenté par une source et présentant un débit suffisant la majeure partie de l'année. L'écoulement peut ne pas être permanent compte tenu des conditions hydrologiques et géologiques locales. ». Ainsi les deux principaux critères retenus sont :
- la présence et la permanence d’un lit naturel à l’origine, ce qui distingue les cours d’eau (artificialisés ou non) des fossés et canaux creusés par la main de l’homme ;
- la permanence d’un débit suffisant une majeure partie de l’année, critère qui doit être évalué en fonction des conditions climatiques et hydrologiques locales.

## Cours d'eau naturels

### Définition
La base de données Carthage est le référentiel du réseau hydrographique français. Cette base est réalisée à partir de la couche hydrographie de la base de données Carto enrichie par le ministère chargé de l'environnement et les agences de l'eau avec le découpage du territoire en zones hydrographiques d'une part et la codification de ces zones et du réseau hydrographique d'autre part. De cette base, il ressort que le réseau hydrographique du Finistère comprend 59 cours d'eau permanents de longueur supérieure à 10 km et dont le cours est en partie ou en totalité dans le département du Finistère. Trente de ces cours d'eau sont des fleuves côtiers.

### Cours d'eau permanents de longueur supérieure ou égale à 10 km
Le référentiel national hiérarchise le réseau en sept classes selon l'importance décroissante des cours d'eau. Le tableau ci-après regroupe tous les cours d'eau irriguant pour tout ou partie du département et appartenant à l'une des classes 1 à 4. Pour chacune de ces classes les caractéristiques des cours d'eau sont les suivantes : 
- 1 : longueur supérieure à 100 km ou tout cours d’eau se jetant dans une embouchure logique[Note 1] et d'une longueur supérieure à 25 km ;
- 2 : longueur comprise entre 50 et 100 km ou tout cours d’eau se jetant dans une embouchure logique et d’une longueur supérieure à 10 km ;
- 3 : longueur comprise entre 25 et 50 km ;
- 4 : longueur comprise entre 10 et 25 km.

| Nom du cours d'eau  | Classe | Longueur totale en km | Confluence              | Bassin collecteur  | Départements irrigués | Communes irriguées | Communes irriguées | Communes irriguées |
| Nom du cours d'eau  | Classe | Longueur totale en km | Confluence              | Bassin collecteur  | Départements irrigués | Nb total           | Nb ds le dép.      | Communes du département |
| ------------------- | ------ | --------------------- | ----------------------- | ------------------ | --------------------- | ------------------ | ------------------ | --- |
| Aber                | 2      | 11,8                  | Mer Celtique            | l'Aber             | 1 (29)                | 3                  | 3                  | Argol, Crozon, Telgruc-sur-Mer. |
| Aber-Benoît         | 1      | 31,1                  | Mer Celtique            | l'Aber Benoit      | 1 (29)                | 6                  | 6                  | Le Drennec, Kersaint-Plabennec, Lannilis, Plabennec, Plouvien, Saint-Divy. |
| Aber-Ildut          | 1      | 23,9                  | Mer Celtique            | l'Aber Ildut       | 1 (29)                | 6                  | 6                  | Brélès, Guilers, Lanrivoaré, Plouarzel, Plouzané, Saint-Renan. |
| Aber-Wrac'h         | 1      | 33,3                  | Mer Celtique            | l'Aber-Wrac'h      | 1 (29)                | 11                 | 11                 | Le Drennec, Le Folgoët, Kernilis, Lanarvily, Lannilis, Loc-Brévalaire, Ploudaniel, Plouguerneau, Plouvien, Trégarantec, Trémaouézan. |
| an Dour Kamm        | 4      | 11,4                  | l'Élorn                 | l'Elorn            | 1 (29)                | 5                  | 5                  | Commana, Lampaul-Guimiliau, Locmélar, Saint-Sauveur, Sizun. |
| anse de Saint-Cadou | 4      | 12,3                  | l'Odet                  | l'Odet             | 1 (29)                | 3                  | 3                  | Pleuven, Quimper, Saint-Évarzec. |
| Aulne               | 1      | 144                   | Mer Celtique            | l'Aulne            | 2 (22, 29)            | 25                 | 22                 | Bolazec, Châteaulin, Châteauneuf-du-Faou, Cléden-Poher, Dinéault, Gouézec, Landeleau, Laz, Lennon, Locmaria-Berrien, Lothey, Pleyben, Plonévez-du-Faou, Plouyé, Port-Launay, Poullaouen, Saint-Coulitz, Saint-Goazec, Saint-Ségal, Saint-Thois, Scrignac, Spézet. |
| Aven                | 1      | 39,3                  | Golfe de Gascogne       | l'Aven             | 1 (29)                | 8                  | 8                  | Bannalec, Coray, Melgven, Pont-Aven, Riec-sur-Belon, Rosporden, Scaër, Tourch. |
| Bélon               | 1      | 26,3                  | Golfe de Gascogne       | le Bélon           | 1 (29)                | 6                  | 6                  | Bannalec, Baye, Mellac, Moëlan-sur-Mer, Riec-sur-Belon, Le Trévoux. |
| Beurc'hoat          | 4      | 16                    | l'Aulne                 | l'Aulne            | 1 (29)                | 5                  | 5                  | Berrien, Locmaria-Berrien, Plougonven, Poullaouen, Scrignac. |
| Coat Toulzac'h      | 4      | 24,4                  | la Penzé                | la Penzé           | 1 (29)                | 5                  | 5                  | Pleyber-Christ, Plounéour-Ménez, Sainte-Sève, Saint-Thégonnec Loc-Eguiner, Taulé. |
| Corroac'h           | 4      | 16,8                  | Golfe de Gascogne       | le Corroac'h       | 1 (29)                | 6                  | 6                  | Combrit, Plomelin, Plonéis, Plonéour-Lanvern, Pluguffan, Tréméoc. |
| Crann               | 4      | 10,5                  | canal de Nantes à Brest | l'Aulne            | 1 (29)                | 2                  | 2                  | Châteauneuf-du-Faou, Spézet. |
| Douffine            | 3      | 25,5                  | canal de Nantes à Brest | l'Aulne            | 1 (29)                | 5                  | 5                  | Brasparts, Lopérec, Pleyben, Saint-Ségal, Pont-de-Buis-lès-Quimerch. |
| Dourdu              | 4      | 11,6                  | Golfe de Gascogne       | le Dourdu          | 1 (29)                | 2                  | 2                  | Riec-sur-Belon, Le Trévoux. |
| Dourdu              | 4      | 10,2                  | l'Ellé                  | l'Ellé             | 1 (29)                | 2                  | 2                  | Mellac, Quimperlé. |
| Dourduff            | 2      | 20,7                  | Manche                  | le Dourduff        | 1 (29)                | 6                  | 6                  | Garlan, Lanmeur, Morlaix, Plouégat-Guérand, Plouezoc'h, Plouigneau. |
| Douron              | 1      | 28,2                  | Manche                  | le Douron          | 2 (22, 29)            | 10                 | 8                  | Botsorhel, Guimaëc, Lannéanou, Plouégat-Guérand, Plouégat-Moysan, Plouigneau, Le Ponthou, Scrignac. |
| Ellé (dont Laïta),  | 1      | 76                    | Golfe de Gascogne       | l'Ellé             | 3 (22, 29, 56)        | 16                 | 8                  | Arzano, Clohars-Carnoët, Guilligomarc'h, Locunolé, Querrien, Quimperlé, Rédené, Tréméven. |
| Ellez               | 3      | 28,1                  | l'Aulne                 | l'Aulne            | 1 (29)                | 9                  | 9                  | Botmeur, Brasparts, Brennilis, Collorec, Landeleau, Loqueffret, Plonévez-du-Faou, Plouyé, Saint-Rivoal. |
| Élorn               | 1      | 56,4                  | Mer Celtique            | l'Élorn            | 1 (29)                | 14                 | 14                 | Bodilis, Commana, Lampaul-Guimiliau, Landerneau, Landivisiau, Loc-Eguiner, Locmélar, Pencran, Ploudiry, Plouédern, Plounéventer, La Roche-Maurice, Saint-Servais, Sizun.                                                                                          |
| Éon                 | 4      | 10,4                  | la Penzé                | la Penzé           | 1 (29)                | 3                  | 3                  | Guiclan, Plouénan, Plouvorn. |
| Fao                 | 4      | 18                    | l'Aulne                 | l'Aulne            | 1 (29)                | 4                  | 4                  | Berrien, La Feuillée, Huelgoat, Locmaria-Berrien. |
| Faou                | 4      | 18                    | Mer Celtique            | le Faou            | 1 (29)                | 4                  | 4                  | Le Faou, Hanvec, Lopérec, Pont-de-Buis-lès-Quimerch. |
| Flèche              | 2      | 23,3                  | Manche                  | la Flèche          | 1 (29)                | 10                 | 10                 | Bodilis, Goulven, Lanhouarneau, Plougar, Plouider, Plounéventer, Saint-Derrien, Saint-Méen, Saint-Servais, Tréflez. |
| Frout               | 4      | 10,3                  | la Flèche               | la Flèche          | 1 (29)                | 3                  | 3                  | Lanhouarneau, Plounévez-Lochrist, Tréflez. |
| Goaranvec           | 4      | 15,3                  | canal de Nantes à Brest |                    | 3 (22, 29, 56)        | 6                  | 2                  | Motreff, Saint-Hernin. |
| Goyen               | 1      | 31,7                  | Mer Celtique            | le Goyen           | 1 (29)                | 9                  | 9                  | Gourlizon, Guiler-sur-Goyen, Landudec, Mahalon, Confort-Meilars, Plogastel-Saint-Germain, Plonéis, Pont-Croix, Pouldergat. |
| Guic                | 3      | 27,4                  | le Léguer               | le Léguer          | 2 (22, 29)            | 8                  | 2                  | Botsorhel, Guerlesquin. |
| Guillec             | 1      | 25,3                  | Manche                  | le Guillec         | 1 (29)                | 8                  | 8                  | Mespaul, Plougar, Plougoulm, Plouzévédé, Saint-Vougay, Sibiril, Tréflaouénan, Trézilidé. |
| Hôpital Camfrout    | 2      | 21,9                  | Mer Celtique            | l'Hôpital Camfrout | 1 (29)                | 3                  | 3                  | Hanvec, L'Hôpital-Camfrout, Irvillac. |
| Horn                | 1      | 27,4                  | Manche                  | l'Horn             | 1 (29)                | 7                  | 7                  | Mespaul, Plouénan, Plougoulm, Plougourvest, Plouvorn, Saint-Pol-de-Léon, Santec. |
| Isole               | 3      | 48,2                  | l'Ellé                  | l'Ellé             | 2 (29, 56)            | 9                  | 8                  | Bannalec, Leuhan, Mellac, Querrien, Quimperlé, Saint-Thurien, Scaër, Tréméven. |
| Jarlot              | 2      | 24,3                  | Manche                  | le Jarlot          | 1 (29)                | 5                  | 5                  | Le Cloître-Saint-Thégonnec, Morlaix, Plougonven, Plourin-lès-Morlaix, Saint-Martin-des-Champs. |
| Kerallé             | 2      | 15,9                  | Manche                  | le Kerallé         | 1 (29)                | 4                  | 4                  | Cléder, Plouescat, Plounévez-Lochrist, Saint-Vougay. |
| Kerloc'h            | 2      | 16,8                  | Mer Celtique            | le Kerloc'h        | 1 (29)                | 3                  | 3                  | Camaret-sur-Mer, Crozon, Lanvéoc. |
| Kerrus              | 4      | 10,2                  | le Kerallé              | le Kerallé         | 1 (29)                | 3                  | 3                  | Lanhouarneau, Plouescat, Plounévez-Lochrist. |
| les Trois Fontaines | 4      | 10,8                  | canal de Nantes à Brest | l'Aulne            | 1 (29)                | 5                  | 5                  | Briec, Edern, Gouézec, Lothey, Pleyben. |
| Lochrist            | 4      | 10,2                  | le Goyen                | le Goyen           | 1 (29)                | 4                  | 4                  | Beuzec-Cap-Sizun, Confort-Meilars, Pont-Croix, Poullan-sur-Mer. |
| Mignonne            | 2      | 18,6                  | Mer Celtique            | la Mignonne        | 1 (29)                | 6                  | 6                  | Daoulas, Irvillac, Saint-Éloy, Saint-Urbain, Tréflévénez, Le Tréhou. |
| Mur                 | 4      | 11,2                  | anse de Saint-Cadou     | l'Odet             | 1 (29)                | 3                  | 3                  | Quimper, Saint-Évarzec, Saint-Yvi. |
| Naïc                | 4      | 13,2                  | l'Ellé                  | l'Ellé             | 2 (29, 56)            | 3                  | 1                  | Querrien. |
| Odet                | 1      | 62,7                  | Golfe de Gascogne       | l'Odet             | 1 (29)                | 11                 | 11                 | Briec, Coray, Elliant, Ergué-Gabéric, Landudal, Langolen, Laz, Leuhan, Quimper, Saint-Goazec, Trégourez. |
| Penfeld             | 2      | 15,9                  | Mer Celtique            | la Penfeld         | 1 (29)                | 4                  | 4                  | Bohars, Brest, Gouesnou, Guilers. |
| Penzé               | 1      | 39,7                  | Manche                  | la Penzé           | 1 (29)                | 9                  | 9                  | Commana, Guiclan, Guimiliau, Saint-Thégonnec Loc-Eguiner, Plouénan, Plounéour-Ménez, Saint-Sauveur, Saint-Thégonnec Loc-Eguiner, Taulé. |
| Pont l'Abbé         | 4      | 24,7                  | Golfe de Gascogne       | le Pont l'Abbé     | 1 (29)                | 6                  | 6                  | Landudec, Peumérit, Plogastel-Saint-Germain, Plonéour-Lanvern, Pont-l'Abbé, Tréméoc. |
| Queffleuth          | 4      | 21,4                  | le Jarlot               | le Jarlot          | 1 (29)                | 6                  | 6                  | Le Cloître-Saint-Thégonnec, Morlaix, Pleyber-Christ, Plounéour-Ménez, Plourin-lès-Morlaix, Saint-Martin-des-Champs. |
| Quillimadec         | 1      | 22,3                  | Manche                  | le Quillimadec     | 1 (29)                | 10                 | 10                 | Guissény, Kerlouan, Kernouës, Lesneven, Ploudaniel, Plouider, Plounéventer, Saint-Frégant, Saint-Méen, Trégarantec. |
| Quillivaron         | 4      | 12                    | l'Élorn                 | l'Élorn            | 1 (29)                | 6                  | 6                  | Guiclan, Guimiliau, Lampaul-Guimiliau, Landivisiau, Loc-Eguiner, Saint-Sauveur. |
| Roudouhir           | 4      | 12                    | l'Aulne                 | l'Aulne            | 2 (22, 29)            | 5                  | 3                  | Bolazec, Botsorhel, Scrignac. |
| Saint-Laurent       | 2      | 11                    | Golfe de Gascogne       | le Saint Laurent   | 1 (29)                | 5                  | 5                  | Concarneau, La Forêt-Fouesnant, Melgven, Rosporden, Saint-Yvi. |
| Saint Rivoal        | 4      | 10,8                  | la Douffine             | l'Aulne            | 1 (29)                | 4                  | 4                  | Brasparts, Lopérec, Pleyben, Saint-Rivoal. |
| Scaff               | 4      | 14,2                  | le Scorff               | le Blavet          | 2 (29, 56)            | 6                  | 2                  | Arzano, Rédené. |
| Scorff              | 2      | 78,6                  | le Blavet               | le Blavet          | 3 (22, 29, 56)        | 15                 | 2                  | Arzano, Guilligomarc'h. |
| Stain               | 4      | 11                    | l'Élorn                 | l'Élorn            | 1 (29)                | 2                  | 2                  | Commana, Sizun. |
| Steir               | 3      | 27,9                  | l'Odet                  | l'Odet             | 1 (29)                | 6                  | 6                  | Cast, Guengat, Landrévarzec, Plogonnec, Quéménéven, Quimper. |
| Ster Goanez         | 4      | 23,6                  | canal de Nantes à Brest | l'Aulne            | 1 (29)                | 6                  | 6                  | Châteauneuf-du-Faou, Le Cloître-Pleyben, Lennon, Loqueffret, Plonévez-du-Faou, Saint-Thois. |
| Tromorgant          | 4      | 16,9                  | le Jarlot               | le Jarlot          | 1 (29)                | 4                  | 4                  | Lannéanou, Morlaix, Plougonven, Plouigneau. |
| Yar                 | 2      | 20,1                  | Manche                  | le Yar             | 2 (22, 29)            | 6                  | 1                  | Guerlesquin. |

## Canaux
Le canal de Nantes à Brest traverse le département en empruntant l'Aulne.